# Сукач Віталій Олексійович
Віта́лій Олексі́йович Сукач — молодший лейтенант Збройних сил України, учасник російсько-української війни, що відзначився у ході російського вторгнення в Україну. Герой України (2024).

## Життєпис
Добровільно став до лав Збройних Сил України у 2014 році.
З початком російського вторгнення в Україну — командир роти, виконує бойові завдання в Донецькій області, зокрема успішно стримує противника та завдає окупантам великих втрат у живій силі й техніці.

## Нагороди
- Звання Герой України з врученням ордена «Золота Зірка» (24 лютого 2024) — за особисту мужність і героїзм, виявлені у захисті державного суверенітету та територіальної цілісності України, самовіддане служіння Українському народові[2]. Нагороду вручив президент України Володимир Зеленський 13 березня 2024 року, в День українського добровольця[1].